# Johann Christian Jahn
Johann Christian Jahn, född 15 januari 1797 i Stolzenhain an der Röder nära Elsterwerda, död 19 september 1846 i Leipzig, var en tysk filolog.
Jahn, som var konrektor vid Thomasskolan, är mest känd som redaktör av det på B.G. Teubners förlag i Leipzig utgivna samlingsverket Bibliotheca scriptorum graecorum et romanorum (1825–) samt förste ledare av tidskriften Jahrbücher für philologie und pädagogik (1826–).